# Бузук Петро Пилипович
Петро Пилипович Бузук (13.09.1879 — 1923) — український еколог.

## Біографія
Народився в сім'ї молдавського селянина в селі Шипка Тираспольського повіту. Педагогічну освіту отримав в Білгородському учительському інституті, закінчивши його в 1908 р. Після закінчення інституту викладав природознавство в Центральному жіночому німецькому училищі села Верхня Хортиця. Навесні 1910 р. за його ініціативою в селі Верхня Хортиця Катеринославської губернії була організована одна з перших громадських природоохоронних організацій у Російській імперії — Хортицьке товариство охоронників природи.
У листі до відомого в Росії спеціаліста з охорони природи академіка  І. П. Бородіна Бузук писав:
Спостерігаючи в плині цілої низки років … як викладач природознавства, я помітив, що у нас в Росії дивно нерозумно населення користується природою, навіть варварськи. Цей погляд я виклав у великій статті в місцевій (катерінославській) газеті … Статтю я закінчив закликом до населення заснувати товариство охоронців природи … і ось заснувалось товариство, хоча і не відразу, тому що роки два тягнулося канцелярське листування. 
18 березня 1910 р. департамент Землеробства затвердив Статут ХТОП (Хортицького товариства охоронців природи).
Товариство вело найрізноманітнішу природоохоронну роботу: займалося лісорозведенням, розвішували штучні гнізда для залучення птахів (частина гніздівель в грудні 1913 р. демонструвалася в Харкові, на виставці охорони природи), через директорів народних училищ звернулося до вчителів з проханням про навіювання школярам, що не можна нищити пташині гнізда і мучити тварин; заклало лісової розплідник.
Багато саджанців члени товариства висадили по навколишніх балках і ярах, на пустищах і пісках. Товариство здійснювало контроль за веденням полювання на 7300 навколишніх десятинах. Було виділено кілька розсадників дичини, заборонених ділянок для ведення мисливства, оголошено заборону на відстріл хижих і співочих птахів. Також члени товариства займалися контролем за веденням рибного лову.
У 1910 р. ХТОП викупило у Олександрівської земської управи ділянку скелястого узбережжя Дніпра площею кілька сот гектарів, де планували почати кар'єрні розробки. Таким чином було врятовано мальовничі історичні скелі. Нині там — геологічний заказник.
У 1911 р. товариство випускає спеціальну брошуру «Інструктаж для панів членів Хортицького товариства охоронців природи і виписка із законів, що відносяться до дій Хортицького товариства охоронців природи».
Недовго довелося Петру Пилиповичу Бузуку очолювати товариство. Академік І. П. Бородін писав:
В даний час проте Хортицьке товариство втратило головного свого діяча, бо Петро Пилипович, збурений жагою знання, з вчителя перетворився на учня, і, з дозволу Головного Управління Землевпорядкування, прийнятий студентом в Московський Сільськогосподарський Інститут (з 15 вересня 1911 р .). Для створеного ним товариства це, без сумніву, величезна втрата, але справу охорони природи в нашій батьківщині, мабуть, від цього виграє: свою незвичайну енергію Петро Пилипович може застосувати на більш широкому полі в більш великому центрі.
До кінця 1913 р. товариство налічувало 245 дійсних, 5 почесних і 1 довічний член. Діяло і 17 «уповноважених контролерів» з нагляду за правильним веденням полювання та рибної ловлі.
Однак, до початку 1915 р. в ньому залишилася тільки 31 людина. 29 травня 1915 р., відповідаючи на клопотання Катеринославського губернатора, і попри прохання голови ХТОП не закривати товариство, Департамент землеробства указом № 38 офіційно закриває товариство. Це, мабуть, пояснювалося тим, що товариство в основному складалося з німців-колоністів, а в зв'язку з першою світовою війною в країні панували антинімецькі настрої.
У 1912 р. на Всеросійській сільськогосподарській виставці в Москві П. П. Бузук керує відділом орнітології, за що був удостоєний срібної медалі. У 1913 р., під час експедиції по Семиреченській області, зібрав 400 видів рослин, визначив і склав найцікавіший гербарій. У 1913 р. Бузук входить в Російський орнітологічний комітет, завідуючи відділом захисту та охорони птахів. Навесні 1915 р. закінчує Московський сільськогосподарський інститут «з правом на звання вченого-агронома 1 розряду». Деякий час продовжує працювати в інституті при кафедрі приватної зоотехнії професора М. Ф. Іванова, викладає природознавство в Московському комерційному училищі. У травні 1917 П. П. Бузук відряджений відділом тваринництва Міністерства землеробства в північні губернії для обстеження тваринництва. Потім до 1923 р. викладає в Тимирязевській сільгоспакадемії.
Помер П. П. Бузук в 1923 р. від інфекційного захворювання в московській лікарні після невдало зробленої операції. Похований на Ваганьковському кладовищі.